# Jehan Mayoux
Jehan Mayoux, geboren als Jean Mayoux, (* 25. November 1904 in Cherves-Châtelars; † 14. Juli 1975 in Ussel) war ein französischer Dichter, Lehrer, Pazifist und Libertärer.

## Leben
Jehan Mayoux ist der Sohn von Marie Mayoux und François Mayoux, beide Lehrer und Gewerkschafter, die während des Ersten Weltkriegs wegen ihrer pazifistischen Aktionen inhaftiert wurden.
Als Pazifist und Lehrer kam Mayoux Anfang 1933 mit den Surrealisten in Kontakt. Er schickte André Breton und Paul Éluard ein „surrealistisches Spiel“, das in der Zeitschrift Le Surréalisme au service de la révolution veröffentlicht wurde. Im Jahr 1935 nahm er an der ersten Veranstaltung der Gruppe Rupture teil.
1939 verweigert er die Mobilmachung und wurde zu fünf Jahren Gefängnis verurteilt, woraufhin er floh. Er wurde von den Vichy-Behörden wieder aufgegriffen und von den Deutschen in das Lager Rawa-Ruska in der Ukraine deportiert.
1945 kehrte er in den Schuldienst zurück. 1959 forderte er aus Opposition zum Algerienkrieg das Recht auf Befehlsverweigerung, indem er das Manifest der 121 unterzeichnete. Daraufhin wurde er mit einem fünfjährigen Berufsverbot belegt. Später nahm er an den Mai-68-Bewegungen teil, wandte sich aber nach Meinungsverschiedenheiten von ihnen ab.
Er war mit dem Maler Yves Tanguy und dem Dichter Benjamin Péret befreundet und hinterließ ein poetisches Werk, das noch weitgehend unerschlossen ist. Er war verheiratet und hatte ein Kind.

« Jehan Mayoux war einer der konsequentesten Vertreter des Surrealismus. Während viele Schriftsteller zu einem günstigen Zeitpunkt ihrer Karriere eine Kehrtwende vollzogen, vertrat er ein Literaturverständnis, das Freiheit und Integrität über alles stellte. Dennoch müssen seine Schriften eines Tages aus dem Halbversteck geholt werden, in das sie heute verbannt sind, und den ihnen gebührenden Platz neben den Texten von Breton, Péret und einigen anderen einnehmen. »

## Werk
- Traînoir, 1935
- Ma tête à couper, GLM 1939
- Au crible de la nuit, GLM 1948
- André Breton et le surréalisme, Les cahiers de Contre-courant/Le libertaire, Revue de synthèse anarchiste[5]
- Œuvres complètes, Éditions Peralta 1976
- Traînoir. Le Fil de la nuit. Maïs. Autres poèmes..., Atelier de création libertaire 1997
- La Rivière Aa / The Aa River, éd. bilingue (Französischer Text und Übersetzung von Alice Mayoux und Sandra Wright), William Blake and Co 2020.